# Brockdorff (Adelsgeschlecht)

Stammwappen derer von Brockdorff

Brockdorff ist der Name eines holsteinisch-dänischen Adelsgeschlechts, das zu den Equites Originarii (holsteinischer Uradel) gehört.

## Geschichte
Bereits 1167 tritt Eilwardus de Bruchthorp in einer Urkunde Herzog Heinrichs des Löwen (Regesta Schauenburgensis, S. 30) auf. Die westfälische Stammlinie aus dem heute zu Liebenau gehörenden Bruchtorf (das früher „Bruchthorpe“ genannt wurde), das im Bistum Minden lag, stirbt um 1600 aus. Einer der letzten Vertreter ist der 1572 auftretende Hamburger Domherr Balthasar von Brockdorff.

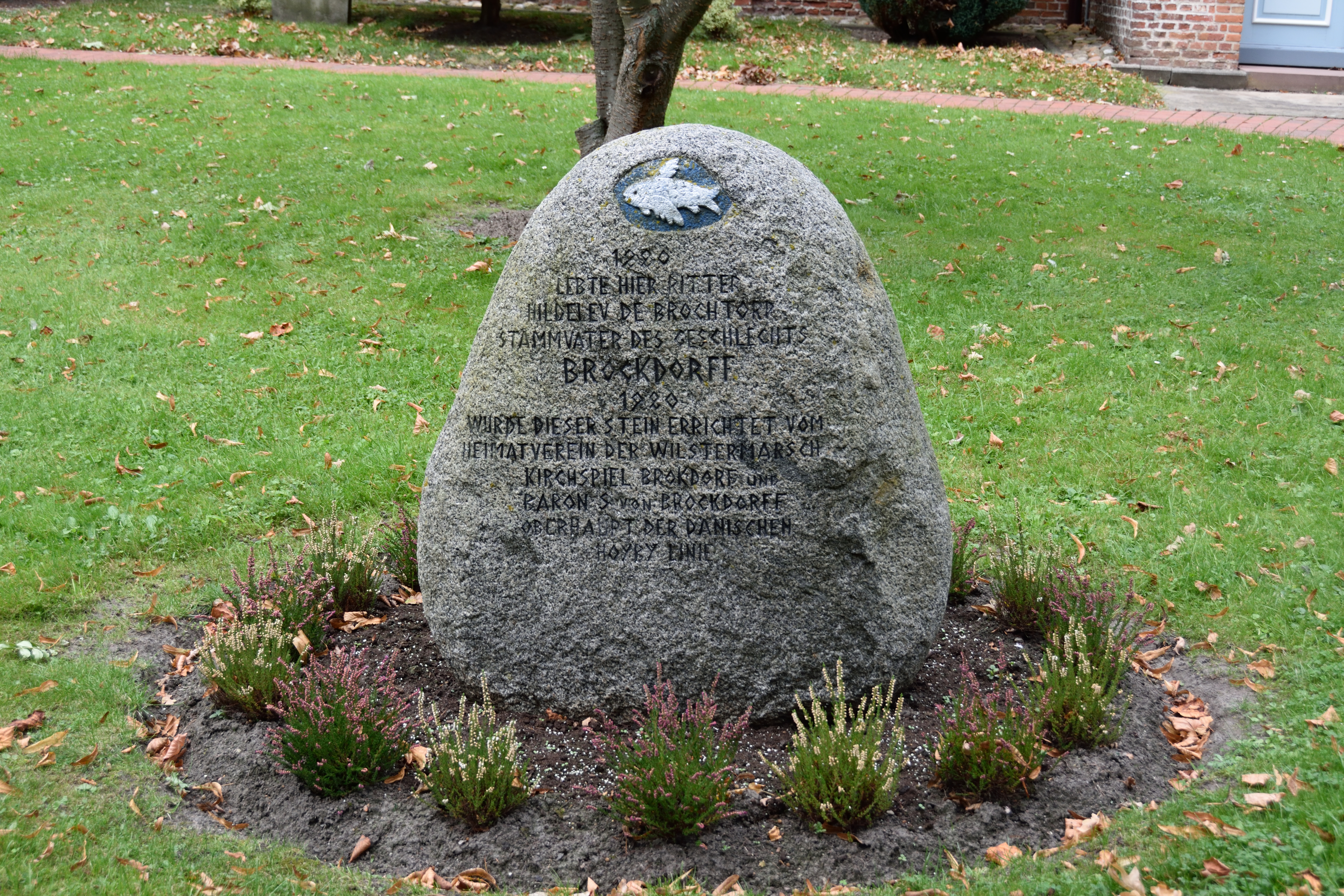
Gedenkstein an der Kirche in Brokdorf, Holstein

Der erste urkundlich erwähnte Brockdorff in Holstein ist Hildelevus de Bruchtorp im Jahre 1220, Gründer des Dorfes Brokdorf, das heute noch in seinem Wappen das Wappen der Familie zitiert. Das Adelsgeschlecht war mit den Edlen Herren von Schauenburg als Grafen von Holstein und Stormarn (wahrscheinlich Adolf III.) vor 1200 in die Wilstermarsch eingewandert; zuvor war es im östlichen Holstein (zum Beispiel Hostholt bei Röbel) beheimatet. Ein weiterer Hildelevus de Bruchdorpe erscheint am 11. Dezember 1302 als Zeuge der Grafen von Holstein. Die Stammreihe beginnt 1336 mit dem Ritter Marquardt von Brockdorff. Am 12. September 1691 wurde ein Zweig des Adelsgeschlechts zu dänischen Freiherren erhoben. Die genealogisch gesicherte Stammreihe beginnt mit Detlev Siwertssohn († 1538) zu Windeby, sein Enkel Detlev Heinrichssohn († 1628) zu Windeby und Trittau ist der Stammvater aller noch existierenden Linien.
Eben dieser Stammvater, Detlev Heinrichssohn von Brockdorff, trat im August 1608 als Ankläger in einem Hexenprozess in Husum auf. Brockdorffs Anklage richtete sich gegen Magdalene Peters aus Rantrum, auch Margarethe von Sethe genannt. Detlev von Brockdorff glaubte, dass eine Verwandte, vermutlich seine Schwiegermutter, Mordpläne verfolgte: Diese Verwandte, so Brockdorff, wolle seine Frau, seine Tochter und ihn selbst töten lassen, und zwar mithilfe der „Zauberin“ Margarethe von Sethe. Obwohl während der Zeugenbefragung mehrere Ungereimtheiten zutage traten, wurde Margarethe von Sethe verhaftet und gefoltert. Nach ihrem Geständnis verurteilte das Husumer Gericht sie zum Tode durch Verbrennen.
Heinrich Joachimssohn († 1500) zu Schrevenborn (heute Ortsteil von Heikendorf), der Vetter Detlev Siwertssohns zu Windeby, war Gründer der Linie Schrevenborn die mit Detlev Joachimssohn († 1618) ausstarb. Mit Joachim Nikolaussohn († 15??) zu Warnow und Wulferstorp tritt eine Linie des Adelsgeschlechts von Brockdorff ins Licht der Geschichte, deren Ursprung uns unbekannt ist. Ab seinem Enkel Joachim Klaussohn († 1579) zu Tralau, das bis 1647 im Familienbesitz blieb, lässt sich die Linie verfolgen. Sie starb mit seinem Urenkel, dem norwegischen Oberst Detlev Iwenssohn († 1674) aus. Ende des 17. Jahrhunderts breitete sich mit den Brüdern der Gräfin von Cosel ein Familienzweig in Sachsen aus.
In Dänemark erhielt das Geschlecht mit Cai Lorenz von Brockdorff († 1725) zu Kletkamp und Grünhaus bereits am 16. Mai 1672 den Lehnsgrafenstand (in der Primogenitur, die Nachgeborenen führen den Titel Baron). 1691 erheiratete ein anderer, 1784 erloschener Zweig die Lehnsbaronie Scheelenborg (siehe unten, Brockdorff af Scheelenborg).

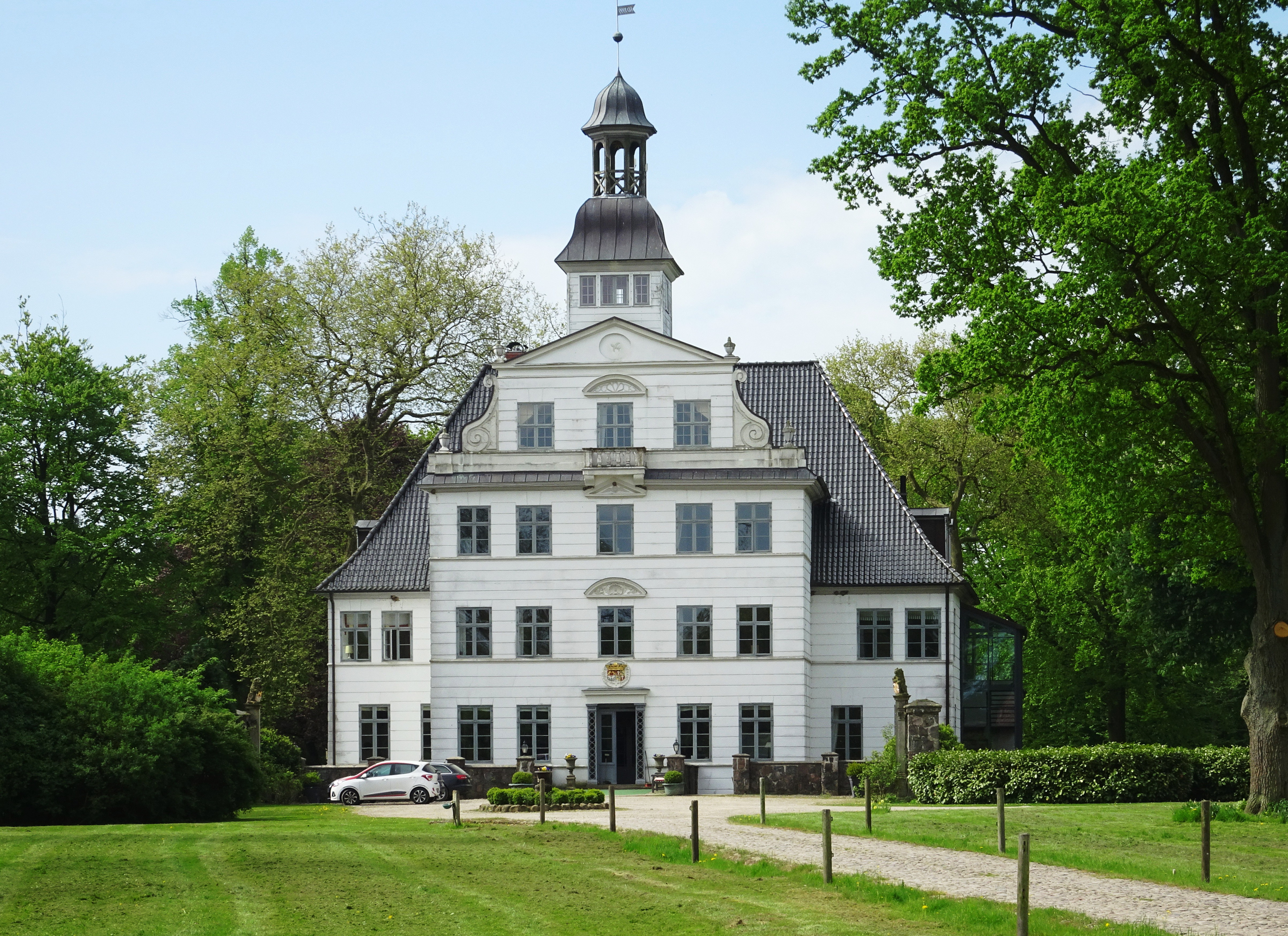
Gut Kletkamp, seit 1612 bis heute im Besitz der Grafen Brockdorff

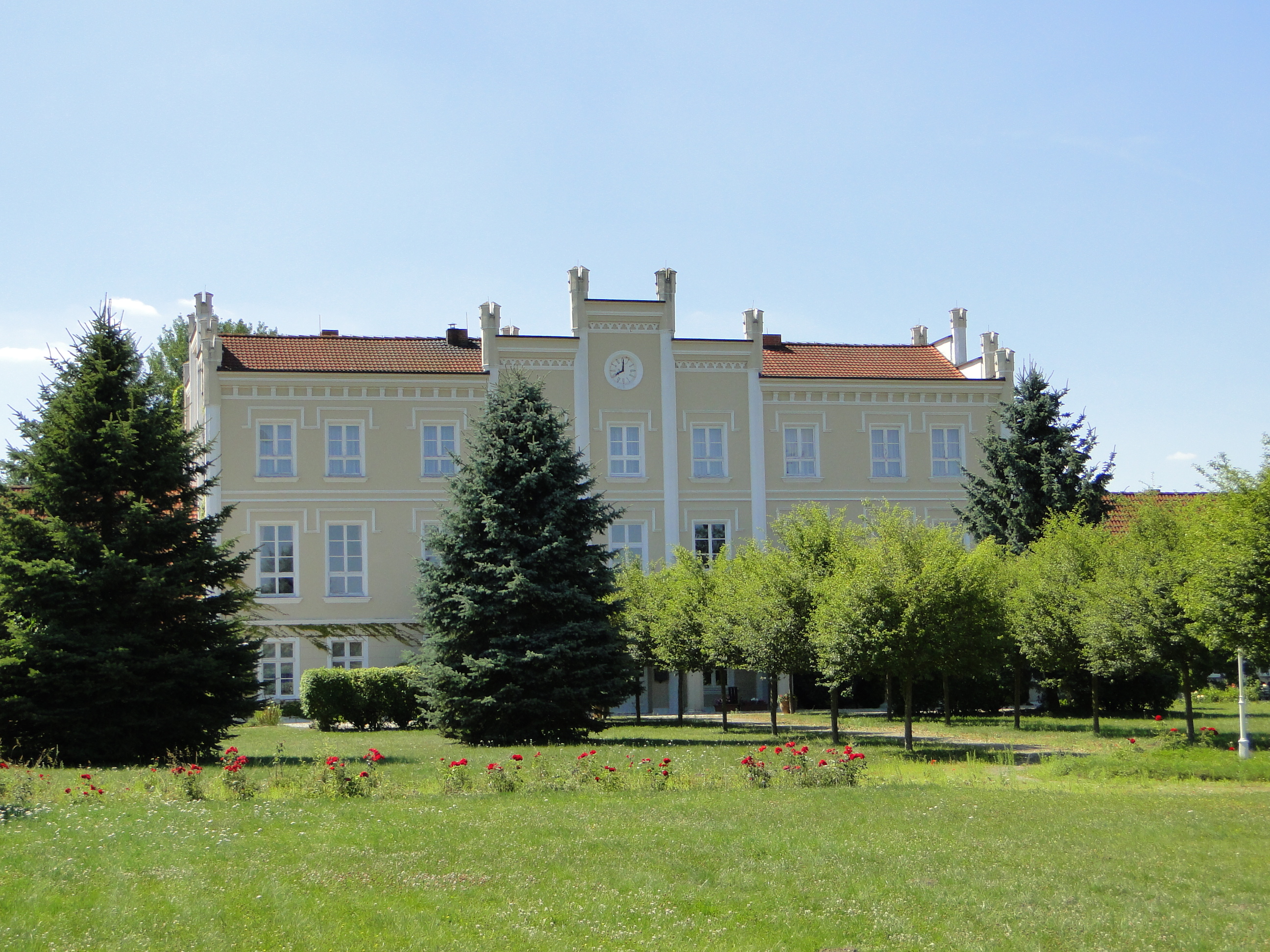
Gutshaus Kastorf bei Malchin. Von 1880 bis 1945 im Brockdorff-Besitz

## Besitzungen
Zu den Brockdorffer Besitzungen in Schleswig-Holstein gehörten zeitweise unter anderem die folgenden Adligen Güter: Gut Altenhof (um 1550–1691), Gut Ascheberg (seit 1855), Gut Depenau (1620–1765), Gut Dobersdorf, Gut Klein Nordsee (um 1700 bis ?), Gut Kluvensiek, Gut Noer (1680–1763), Gut Osterrade, Gut Rohlstorf (1661-18. Jh.), Gut Sierhagen (18. Jh.), Gut Testorf (18./19. Jh.), Gut Tralau (1444–1647), Gut Windeby und das Gut Wensin (1635-18. Jh.) sowie seit 1612 bis heute das Gut Kletkamp, das durch Heirat von den Vorbesitzern Rantzau erworben wurde, die es seit 1387 besessen hatten.
Das Schlossgut Groß Schwansee in Mecklenburg befand sich von um 1780 bis 1792 ebenfalls in Brockdorff'schem Besitz. In den 1880er Jahren erwarb Henning Graf von Brockdorff-Kletkamp (1852–1919) das Gut Kastorf mit Carlshof (heute Samtgemeinde Knorrendorf) im Amt Malchin/Mecklenburg. Diesen 1.037 ha-Besitz übernahm seine Witwe Gräfin Anna von Brockdorff, geb. Bäßler. Ihr folgte ihr als Eigentümer Sohn Graf Friedrich von Brockdorff (1880–1945).
Das Glückstädter Brockdorff-Palais befand sich im 19. Jahrhundert drei Generationen lang im Besitz der Familie und trägt seitdem deren Namen, wie auch das Brockdorff-Palais des Schlosses Amalienborg (1760 erbaut und bereits 1765 an das Königshaus verkauft, heute Residenz des dänischen Königs).

## Brockdorff aus dem Hause Schney in Franken

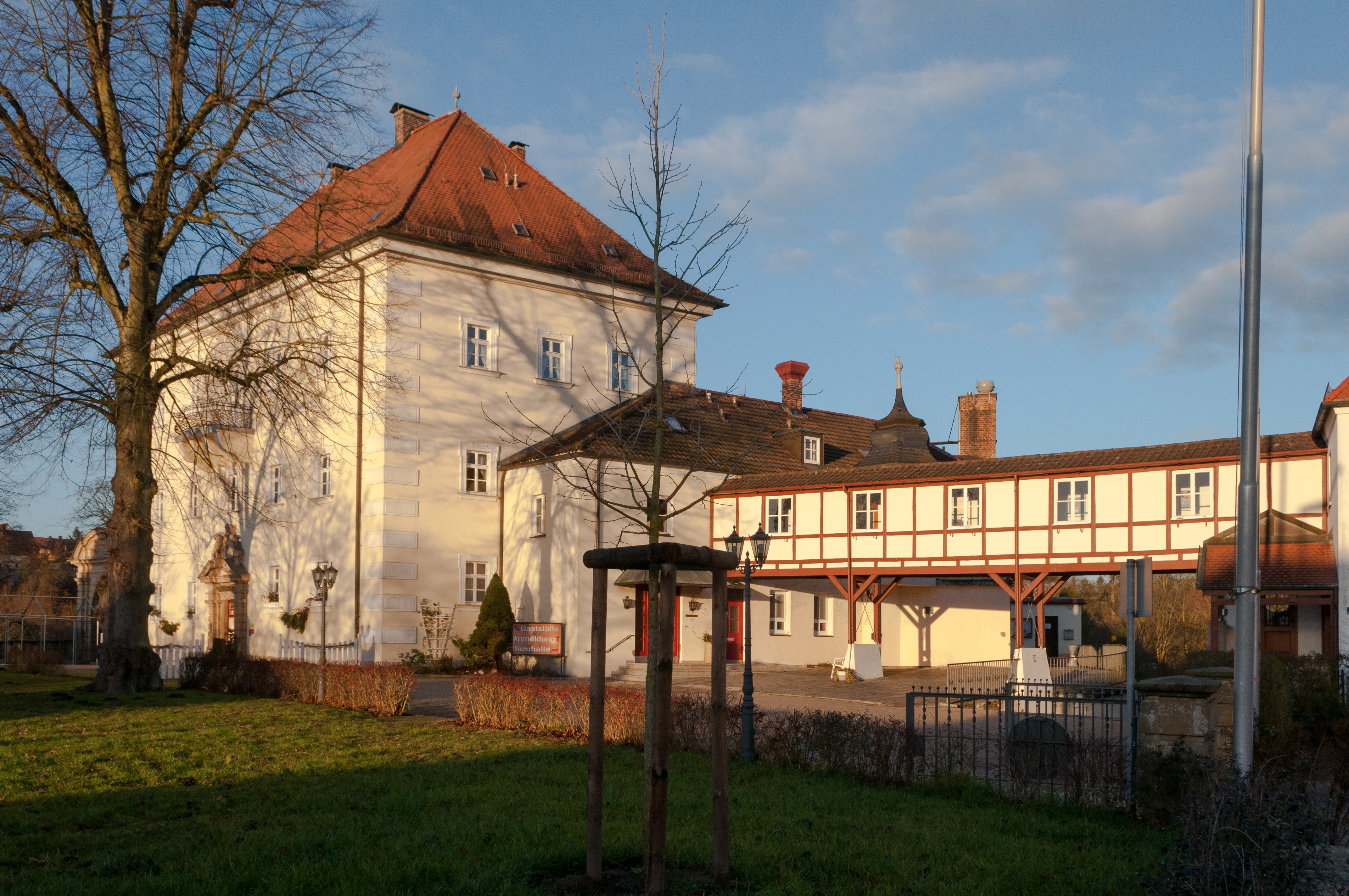
Schloss Schney, Oberfranken

Durch Heirat mit Susanne Elisabeth von Schaumberg (1691–1739) erwarb 1706 Cai Bertram Bendix von Brockdorff (* 4. Mai 1680; † 14. Juni 1710), der jüngere Sohn von Cai Lorenz von Brockdorff, das Rittergut Schney in Oberfranken. Er erhielt den Reichsgrafenstand zu Wien am 6. Mai 1706 (für Cay Bertram Benedikt von Brockdorff, auf Schney usw.)
Seine Witwe ließ 1737-39 von Justus Heinrich Dientzenhofer das Schloss Unterleiterbach erbauen. Während Schney an den Sohn, Graf Lorenz Ernst Friedrich (1710–1753) fiel, der es von einem Amtsträger verwalten ließ, gehörte Unterleiterbach zur Hälfte auch dessen Schwester Susanna Sophia Amalia, verheirateten von Hanxleden zu Delicke, was nach dem Verkauf dieser Hälfte 1792 zu Auseinandersetzungen mit dem Erwerber Freiherr von Schaumberg führte, bis dessen Hälfte schließlich auch von den Brockdorff übernommen wurde. Es kam zu einem innerfamiliären Verkauf an einen Schwiegersohn Brockdorff aus Kletkamp, der 1846 Unterleiterbach veräußerte. Das allodifizierte Gut Schney wurde 1873 verkauft.
Immatrikulation im Königreich Bayern bei der Grafenklasse am 14. September 1814 (für Christian Grafen von Brockdorff, auf Schney bis 1873, Letterbach usw.), kaiserlich-königlicher Rat, vormals bischöflich bambergischer Wirklicher Rat des Kantons Baunach der Fränkischen Reichsritterschaft.

## Brockdorff-Ahlefeldt

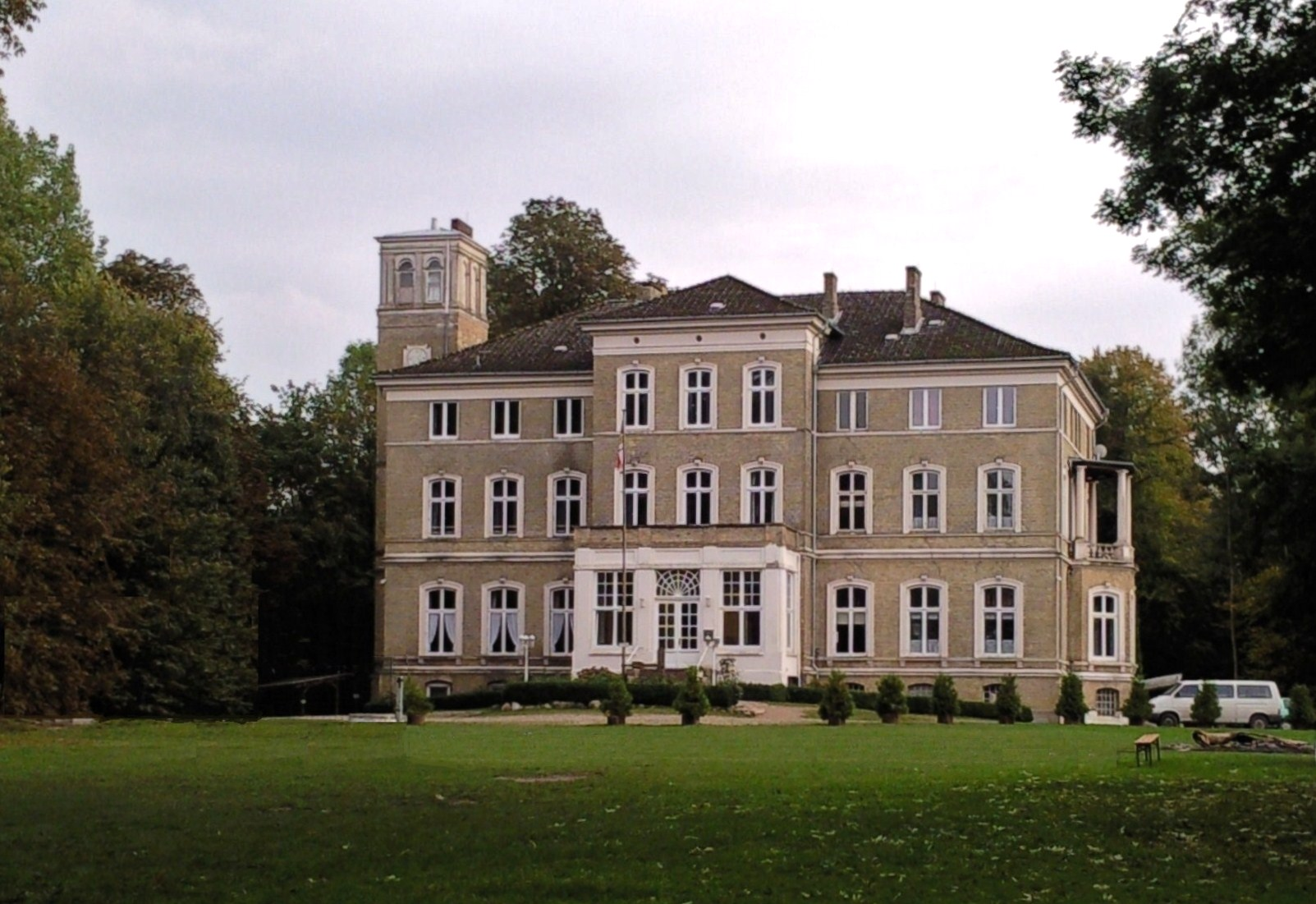
Gut Ascheberg, Holstein

Ein Zweig der Grafen Brockdorff, die Grafen von Brockdorff-Ahlefeldt, stammen von Konrad Graf von Brockdorff ab, der 1837 von Conrad Graf von Ahlefeldt, auf Ascheberg in Holstein und weiteren Gütern in Livland, adoptiert wurde. Das Gut Ascheberg befindet sich bis heute im Besitz dieser Linie.

## Brockdorff-Dallwitz
Ein weiterer Zweig entstand durch Union mit dem Adelsgeschlecht Dallwitz (Thilo Graf von Brockdorff-Ahlefeldt und Johanna von Dallwitz auf Limbsee) und Übereignung des Dallwitzschen Gutes Limbsee in Westpreußen in die Hände der neuen Grafen von Brockdorff-Dallwitz im 19. Jahrhundert.

## Brockdorff af Scheelenborg

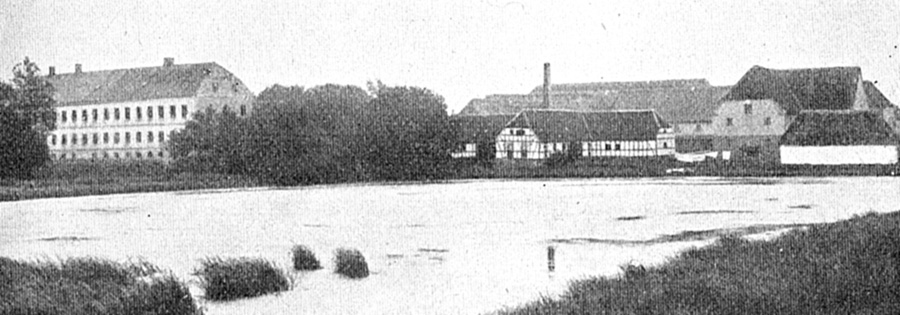
Scheelenborg

Dänisches Freiherrenpatent mit Wappenvereinigung 12. September 1691 für den dänischen Oberst Schack Heinrichssohn Brockdorff (1652–1730), verheiratet mit Baronesse Sophie Charlotte Wittinghof(f) (aus dem Uradelsgeschlecht Vietinghoff-Scheel) (1666–1732), Erbin der dänischen Baronie Scheelenborg auf Fünen (in der Gemeinde Stubberup Sogn auf der Halbinsel Hindsholm) sowie des Guts Birkholm (in Brockdorff-Besitz: 1696–1735). Die Linie erlosch im Mannesstamm 1784, wurde aber in weiblicher Linie (Stieglitz-Brockdorff, dann von deren Erben, den Lehnsbaronen Juel-Brockdorff, immer auf Baronie Scheelenborg) bis zum Verkauf des Gutes Scheelenborg 1982 fortgesetzt.
Auch der Name Buchwald-Brockdorff geht auf diese Linie zurück, erlosch aber schon mit dem ersten Titelträger (seit 1784) Ludolph Frederik Baron Buchwald-Brockdorff (1752–1812), da die Ehe mit der Erbin der brockdorffschen Baronie Scheelenborg kinderlos geschieden wurde, und er auch aus der zweiten Ehe keine Kinder hinterließ.

## Brockdorff (1809)
Außerdem gibt es noch ein 1809 geadeltes Geschlecht von Brockdorff, das auf die vier natürlichen Kinder des herzoglich-oldenburgischen Hofjägermeisters Christian Friedrich Baron von Brockdorff (aus dem gräflichen Haus) mit der Jeanette Sophie Hansen zurückgeht.

## Brockdorff-Rantzau
Graf Ulrich von Brockdorff-Rantzau (1869–1928) wurde als Graf zu Rantzau geboren, seine Mutter war eine Brockdorff. Sein Großonkel mütterlicherseits, Ludwig Ulrich Hans Baron von Brockdorff (* 1806; † 1875) und dessen Ehefrau Cäcilie von Brockdorff (1837–1912), adoptierte ihn 1873 unter dem Namen Graf von Brockdorff-Rantzau. Von seinen Adoptiveltern erbte er den Landsitz Annettenhöh bei Schleswig. 1918/1919 diente er als deutscher Außenminister im Kabinett Scheidemann und wurde 1922 Botschafter in Sowjetrussland.

## Wappen
Das Stammwappen zeigt auf Blau einen silbernen, schräg liegenden geflügelten Fisch (dieses seltene Wappentier hatten auch die mit den Brockdorffern verwandten van Damme und haben auch die Droste zu Hülshoff). Auf dem Helm mit blau-silbernen Decken das Schildbild. Ältere Darstellungen zeigen auch einen natürlichen Pfauenwedel als Helmzier.
Das Wappen der Grafen von Brockdorff aus dem Hause Schney in Franken zeigt den Wappenschild wie zur Erhebung in den dänischen Lehnsgrafenstand 1672; geteilt: oben in Rot zwei einander zugekehrte goldene Löwen, unten in Blau zwei aufwärts-fliegende, einander zugekehrte, geflügelte silberne Fische. (Da die obere bzw. untere Schildhälfte auch durch eine Linie gespalten dargestellt wird, erscheint der Schild geviert, der sonstige Schildinhalt bleibt aber vollkommen gleich.) Die zur Erhebung in den Lehnsgrafenstand 1672 im Diplom erwähnten Schildhalter: Zwei um Haupt und Lenden grün bekränzte, einwärts-sehende Wilde Männer, in der Rechten bzw. Linken eine Keule haltend, wurde den Grafen Brockdorff-Schney 1706 offiziell nicht zuerkannt, sondern stattdessen ist der Schild im Diplom von 1706 einfach von zwei Palmenzweigen umgeben, die unten von zwei roten Bändern zusammengebunden sind. Dessen ungeachtet führt dieser Zweig heute ein abweichendes Wappen, nämlich den gleichen Schild wie 1672 (eben geviert), mit den beiden Schildhaltern von 1672, die mit dem Schild auf einem Podest stehen, auf dem Schild ruhen fünf gekrönte Spangenhelme, der mittlere trägt fünf Straußenfedern (wohl eine verballhornte Reminiszenz an den Pfauenstoß der Stammwappenhelmzier), die beiden äußersten Helme tragen die beiden Fische wie im Schild, einwärts gekehrt, die beiden übrigen Helme die goldenen Löwen wie im Schild, ebenfalls einwärts gekehrt. Das ganze steht unter der alten Grafenkrone, aus der ein rechts und links aufwärts gebundener Wappenmantel herabfällt.
Das Wappen der Brockdorff-Ahlefeldt ist durch ein an den Enden ausgebogenes goldenes Kreuz geviert und belegt mit einem gekrönten goldenen Herzschild, darin ein silberner Bracke (mit goldenem Halsband) aus einem roten Kissen mit goldenen Quasten sitzend. Die Felder 1 und 4 sind gespalten, rechts in Blau ein silberner Flügel am Spalt, links in silber zwei rote Balken (Stammwappen Ahlefeld). Die Felder 2 und 3 zeigen in Blau einen geflügelten silbernen Fisch (Wappen Brockdorff).
Das Wappen Barone Brockdorff af Scheelenborg ist gleich dem der Barone Vietinghoff-Scheel, nur ist der Herzschild gespalten, darin vorn der Brockdorffsche geflügelte Fisch, hinten das Stammwappen der Barone Vietinghoff-Scheel. Der kurländische Stamm der Vietinghoffs führt im Hauptschild (und in der Helmzier) eine Mitra und erinnert damit an die Bischofskandidatur ihres Stammvaters von 1404/1405, der Doppeladler ist ein kaiserliches Gnadenzeichen der Vietinghoffs, Baronskrone auf dem Hauptschild und auch die Schildhalter, zwei braune Greife, entstammen dem Vietinghoffschen Baronswappen. Auf der Baronskrone über dem Hauptschild des Wappens der Barone Brockdorff af Scheelenborg aber der Brockdorffsche Stammhelm mit dem geflügelten Fisch.
Zum Wappen der Barone Buchwald-Brockdorff siehe Buchwaldt.

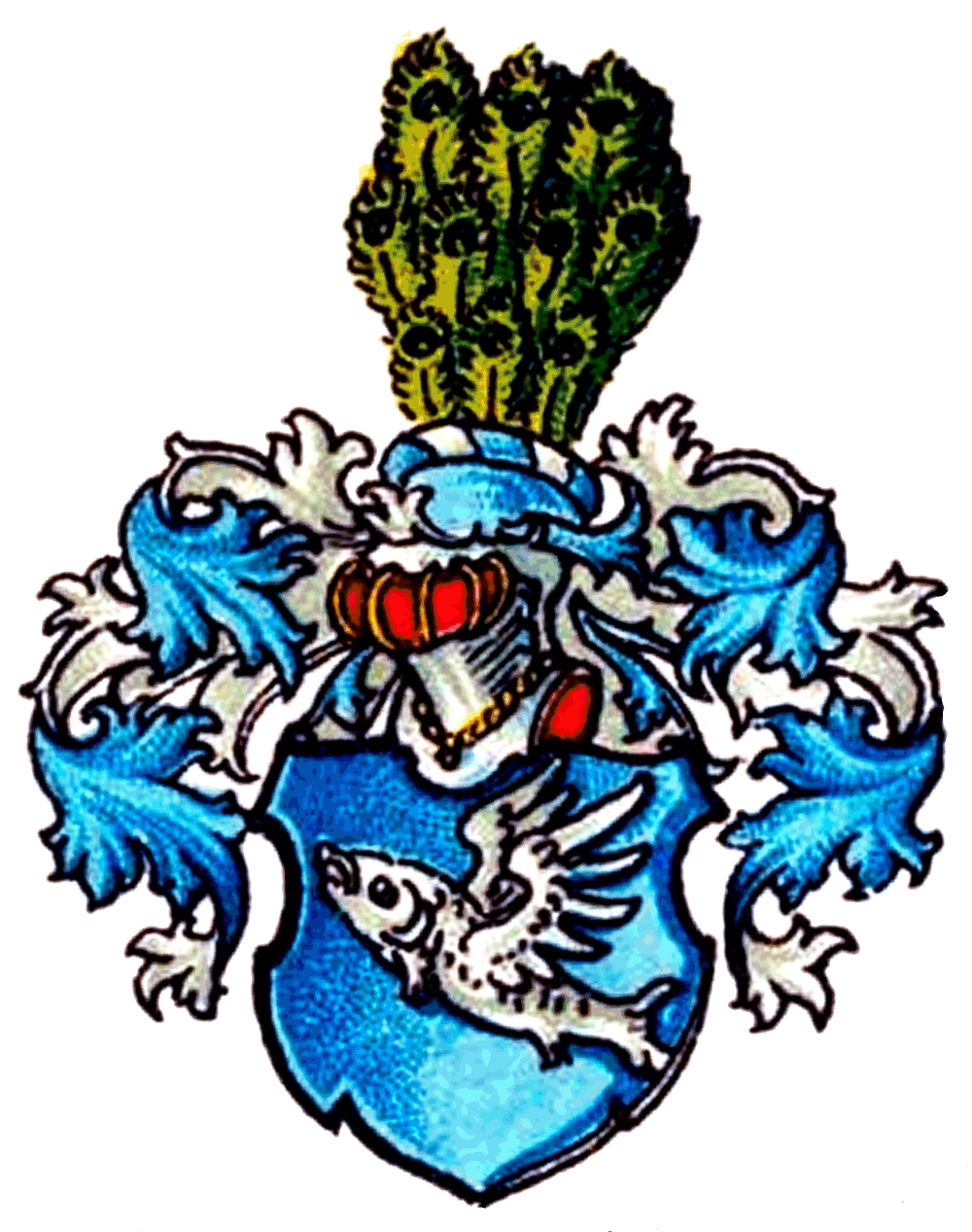
Stammwappen derer von Brockdorff
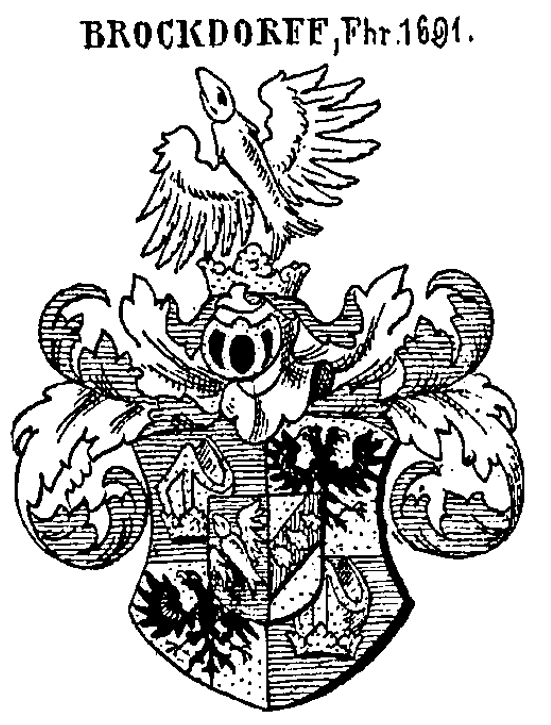
Wappen der Freiherren von Brockdorff af Scheelenborg von 1691 in Siebmachers Wappenbuch
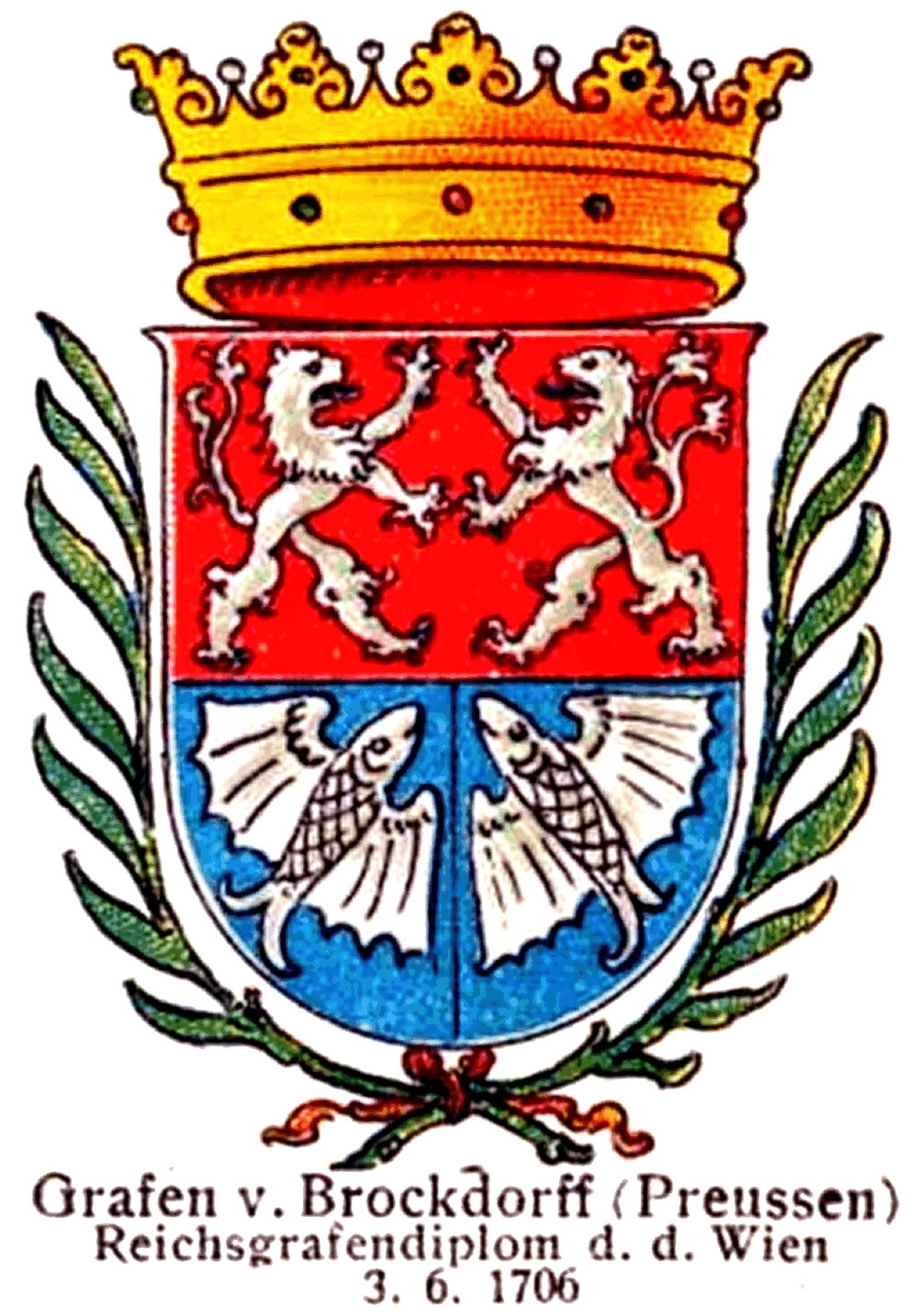
Wappen der Grafen von Brockdorff von 1672
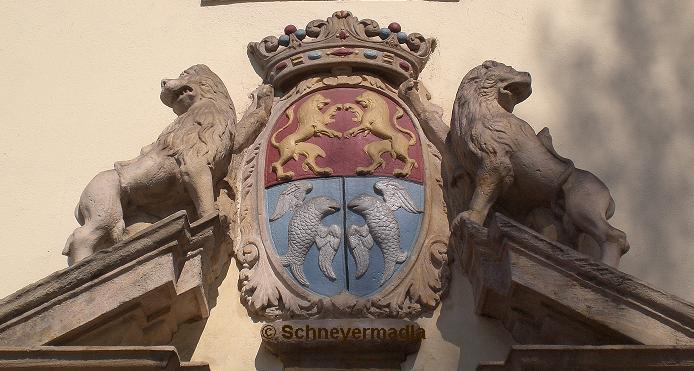
Wappen am Schloss Schney mit zwei widersehenden Löwen als Schildhaltern

## Persönlichkeiten
- Alexander von Brockdorff (1894–1939), Autor, Jurist, Funktionär (GF) des Alldeutschen Verbandes,[14] von der Gestapo ermordet[15]
- Anna Constantia Gräfin von Cosel, geborene von Brockdorff a.d.H. Depenau (1680–1765), geschiedene Freifrau von Hoym, Mätresse Augusts des Starken
- Cäcilie von Brockdorff (1837–1912), Malerin und Herausgeberin in Schleswig
- Cay von Brockdorff (Autor) (1951–2013), deutscher Autor und Kommunikationstrainer
- Cay Baron von Brockdorff (1874–1946), deutscher Philosoph und Hochschullehrer
- Cay-Hugo von Brockdorff (1915–1999), deutscher Bildhauer, Kunstwissenschaftler und Widerstandskämpfer
- Cay Lorenz von Brockdorff (Politiker) (1766–1840), deutscher Jurist und Staatsmann
- Cay Lorenz von Brockdorff (Landrat) (1813–1870), deutscher Verwaltungsjurist
- Cay Lorenz von Brockdorff (Theosoph) (1844–1921), deutscher Rittmeister, Theosoph und Anthroposoph
- Christian von Brockdorff († 14. Mai 1710), dänischer Militär und Regimentschef
- Christian August von Brockdorff (1696–1780), deutscher Verwaltungsjurist, großfürstlicher Oberkammerherr und Amtmann von Oldenburg und Cismar
- Conrad von Brockdorff-Ahlefeldt (1886–1959), deutscher Offizier und Gutsbesitzer
- Erika Gräfin von Brockdorff (1911–1943), deutsche Widerstandskämpferin im Zweiten Weltkrieg
- Eva Gräfin von Brockdorff (1909–1994), deutsche Widerstandskämpferin, Komponistin und Schriftstellerin
- Hans Adolf von Brockdorff (1805–1870), holsteinischer Rittergutsbesitzer und dänischer Verwaltungs- und Hofbeamter
- Heinrich von Brockdorff (1600–1671), deutscher Soldat und Politiker
- Ida Hedwig von Brockdorff (1639–1713), Wohltäterin, Konventualin und Priorin des Klosters Uetersen
- Joachim von Brockdorff (1695–1763), auf Noer, Gutsbesitzer, Ritter des Elefanten-Ordens
- Konrad von Brockdorff-Ahlefeldt (1823–1909), Mitglied des Preußischen Herrenhauses
- Saskia von Brockdorff (* 1937), Tochter der antifaschistischen Widerstandskämpferin Erika Gräfin von Brockdorff und Zeitzeugin
- Schack von Brockdorff (1652–1730), dänischer Generalleutnant, Lehnsbaron von Scheelenborg
- Schack von Brockdorff zu Petersholm (1773–1858), dänischer Oberst der mit dem Bau seines Meierwiker Landsitzes die Keimzelle des Flensburger Stadtbezirks Solitüde legte
- Sophie Gräfin von Brockdorff (1848–1906), dänisch/deutsche Theosophin
- Ulrich Ludwig Hans von Brockdorff (1806–1875), schleswig-holsteinischer Diplomat in dänischen Diensten
- Ulrich Graf von Brockdorff-Rantzau (1869–1928), deutscher Außenminister
- Ursula Gräfin von Brockdorff (1936–1989), deutsche Politikerin
- Walter von Brockdorff-Ahlefeldt (1887–1943), deutscher General im Zweiten Weltkrieg
- Wulf Jasper von Brockdorff (1673–1740), Generalmajor